# ملااره
ملااره، روستایی است از توابع بخش جره و بالاده شهرستان کازرون در استان فارس ایران.

## جمعیت
بر اساس آخرین سرشماری مرکز آمار ایران که در سال ۱۳۸۵ صورت گرفته، جمعیت این روستا در حدود ۱۱۰۵ نفر بوده‌است.